# تام وايت
تام وايت (بالإنجليزية: Tam White)‏ هو مغني وممثل بريطاني، ولد في 12 يوليو 1942 في المملكة المتحدة، وتوفي بنفس المكان في 21 يونيو 2010 بسبب نوبة قلبية.

## وصلات خارجية
- تام وايت على موقع IMDb (الإنجليزية)
- تام وايت على موقع ألو سيني (الفرنسية)
- تام وايت على موقع ميوزك برينز (الإنجليزية)
- تام وايت على موقع أول موفي (الإنجليزية)
- تام وايت على موقع قاعدة بيانات الأفلام السويدية (السويدية)
- تام وايت على موقع إن إن دي بي (الإنجليزية)
- تام وايت على موقع ديسكوغز (الإنجليزية)
- تام وايت على موقع قاعدة بيانات الفيلم (الإنجليزية)
- تام وايت على موقع كينوبويسك (الروسية)